# Benares (stato)
Lo Stato di Benares fu uno stato principesco del subcontinente indiano, avente per capitale la città di Benares.

## Storia

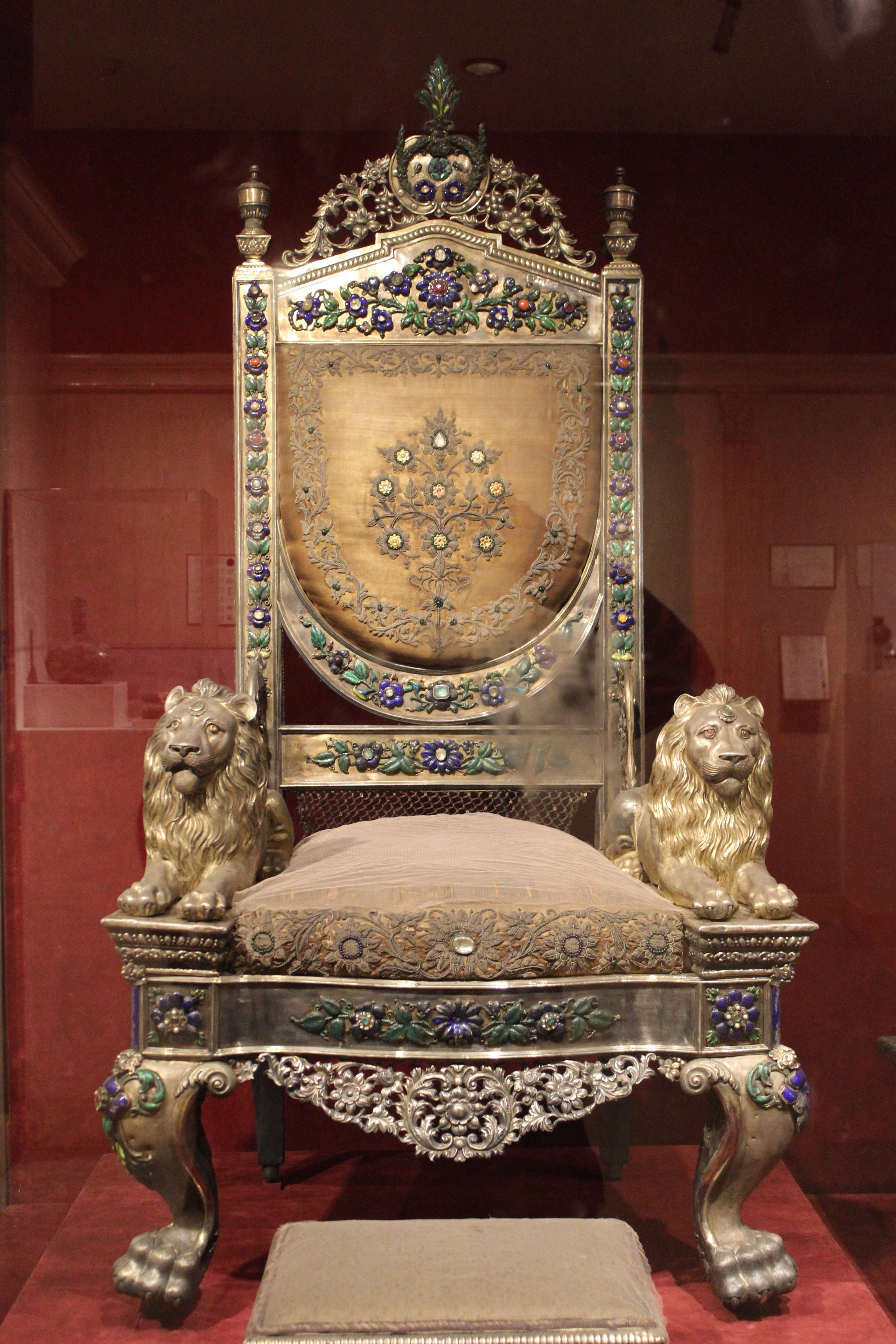
Il trono del Maharaja di Benares, al National Museum di Nuova Delhi.

Le origini dello Stato si fanno risalire al Regno di Kashi, che rimase uno Stato bramino indipendente sino al 1194. Successivamente venne governato da una serie di monarchi che oltre a ricoprire un ruolo politico, avevano innanzitutto un ruolo religioso predominante, essendo ritenuti la reincarnazione di Shiva.
Lo Stato passò successivamente sotto l'Impero moghul come parte della provincia di Awadh. Quando il potere degli imperatori iniziò a vacillare, l'ex governatore si proclamò maharajas di Benares rimanendo in questa posizione dal 1739 al 1760. La regione, formalmente ancora dipendente dall'impero, venne ceduta dal Nawab di Awadh all'Inghilterra nel 1775, che continuò a riconoscere lo Stato di Benares come un dominio familiare, ma sotto il proprio protettorato. Benares divenne un vero e proprio Stato legalmente riconosciuto solo nel 1911 quando gli venne concesso il saluto a 13 salve di cannone da parte delle autorità britanniche.
Lo Stato entrò a far parte dell'Unione Indiana quando l'India ottenne l'indipendenza nel 1947.

## Governanti

### Maharaja Bahadurs
- 1737–1740 Mansa Ram Singh Narayan
- 1740-19 agosto 1770 Balwant Singh
- 19 agosto 1770 - 14 settembre 1781 Sait Singh
- 14 settembre 1781 - 12 settembre 1795 Mahib Narayan Singh
- 12 settembre 1795 - 4 aprile 1835 Udit Narayan Singh
- 4 aprile 1835-13 giugno 1889 Iswari Prasad Narayan Singh

...
- 1 aprile 1911 - 4 agosto 1931 Prabhu Narayan Singh
- 4 agosto 1931 - 5 aprile 1939 Aditya Narayan Singh (n. 1874 - m. 1939) (dal 3 giugno 1933, Sir Aditya Narayan Singh)
- 5 aprile 1939 - 15 agosto 1947 Vibhuti Narayan Singh (n. 1927 - m. 2000)
  - 5 aprile 1939 - 11 luglio 1947.. -reggente